# Pollancró
El pollancró (Cyclocybe cylindracea), també anomenat bolet d'arbre, bolet de pollanc, flota d'arbre i flota de pollancre, és una flota que creix sobre fusta i estellicons preferentment d'espècies del gènere Populus i Salix.

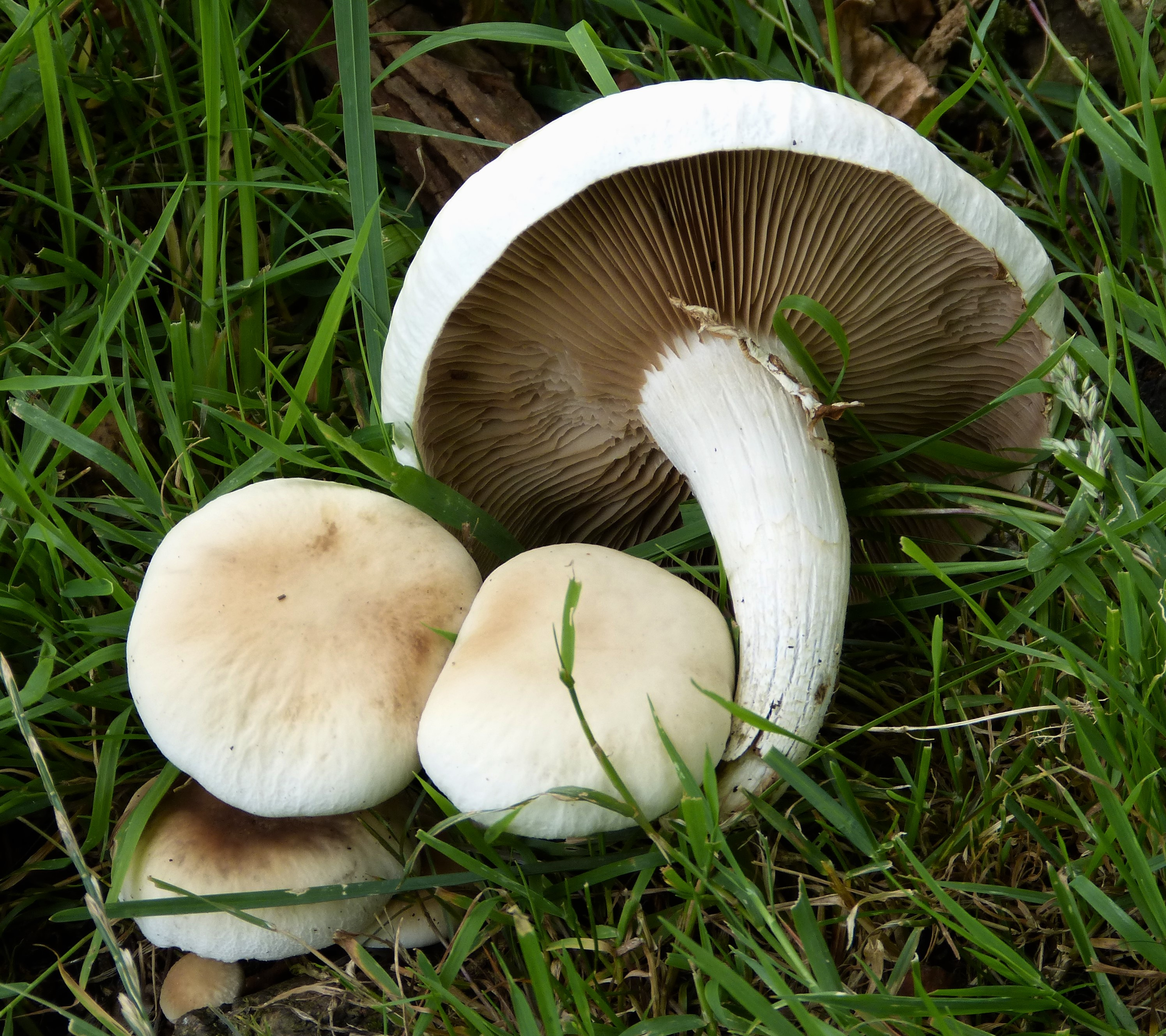
Pollancrons (Cyclocybe cylindracea)

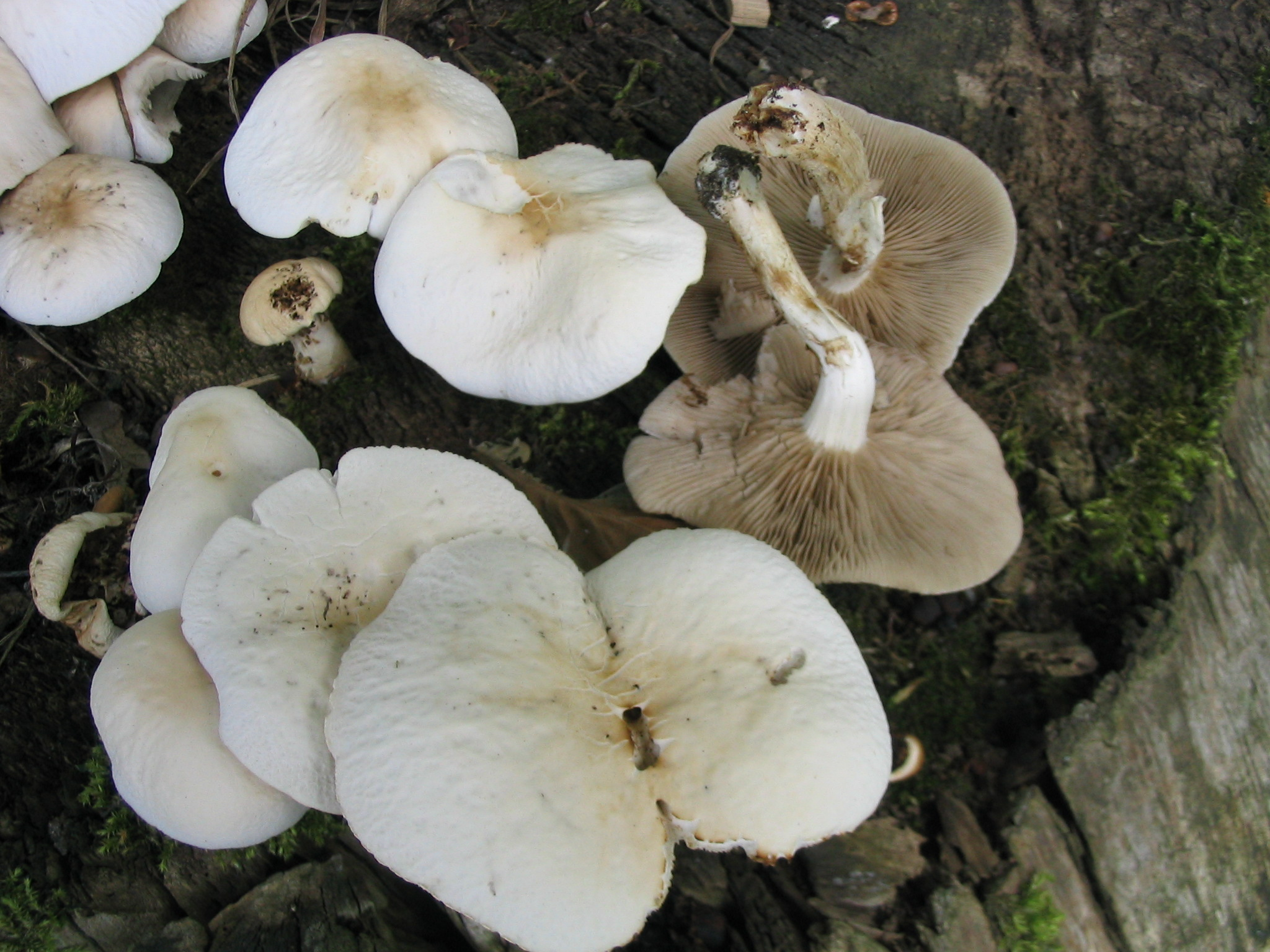
Pollancrons sobre soca de pollancre (Cyclocybe cylindracea)

## Morfologia
Bolets en flotes atapeïdes, sovint d’entre 10-20 exemplars; bolet de fins a 20 cm de diàmetre, de convex a aplanat; llisa, rugosa o arrugada radialment; superfície bru fosc de jove, pàl·lida en madurar fins gairebé blanca, però mantenint el centre sempre més fosc; marge irregular, fissurat radialment en envellir.
Làmines adnates o lleugerament decurrents; blanquinoses, més tard beix i finalment brunes
Cama llarga, que pot superar el diàmetre del barret; cilíndrica o lleugerament aprimada cap el peu; blanca; llisa però en envellir lleugerament esquamosa des de sota l'anell fins al peu; anell súper, membranós, blanc però es tenyeix interiorment de bru per les espores.
Carn ferma al barret, friable a la cama; de blanca a crema; dolça al tast, d'olor entre afruitada i vinassa

## Hàbitat
Comú; durant la primavera i des de la tardor a principis d'hivern, prefereix períodes frescals; des de l'estatge montà a la terra baixa i litoral; sobre fusta de planifolis, vius i morts, i estellicons; més sovint de pollancres i salzes, però també lledoner, figuera i arbres ornamentals en jardins i parcs

## Comentaris
L'espècie es va publicar com Cyclocybe aegerita en el Index Fungorum. Aquest era el nom provisional previst inicialment. Posteriorment es va canviar a Cyclocybe cylindracea, però no va aparèixer així a Index Fungorum. Posteriorment es va esmenar en una segona publicació. Per tant, Agrocybe aegerita i Cyclocybe aegerita són sinònims de Cyclocybe cylindracea, que és el nom prioritari
Són semblants el socarrenc primerenc o pollancró primerenc (Agrocybe praecox) i el socarrenc arrugat (Agrocybe rivulosa). Ambdós tenen la carn amb olor i gust farinaci. El primer disposa de cordons miceliars blancs units al peu; el segon té la superfície del barret amb nombrosos plecs radials

## Comestibilitat
Comestible. Molt apreciat

## Cultiu

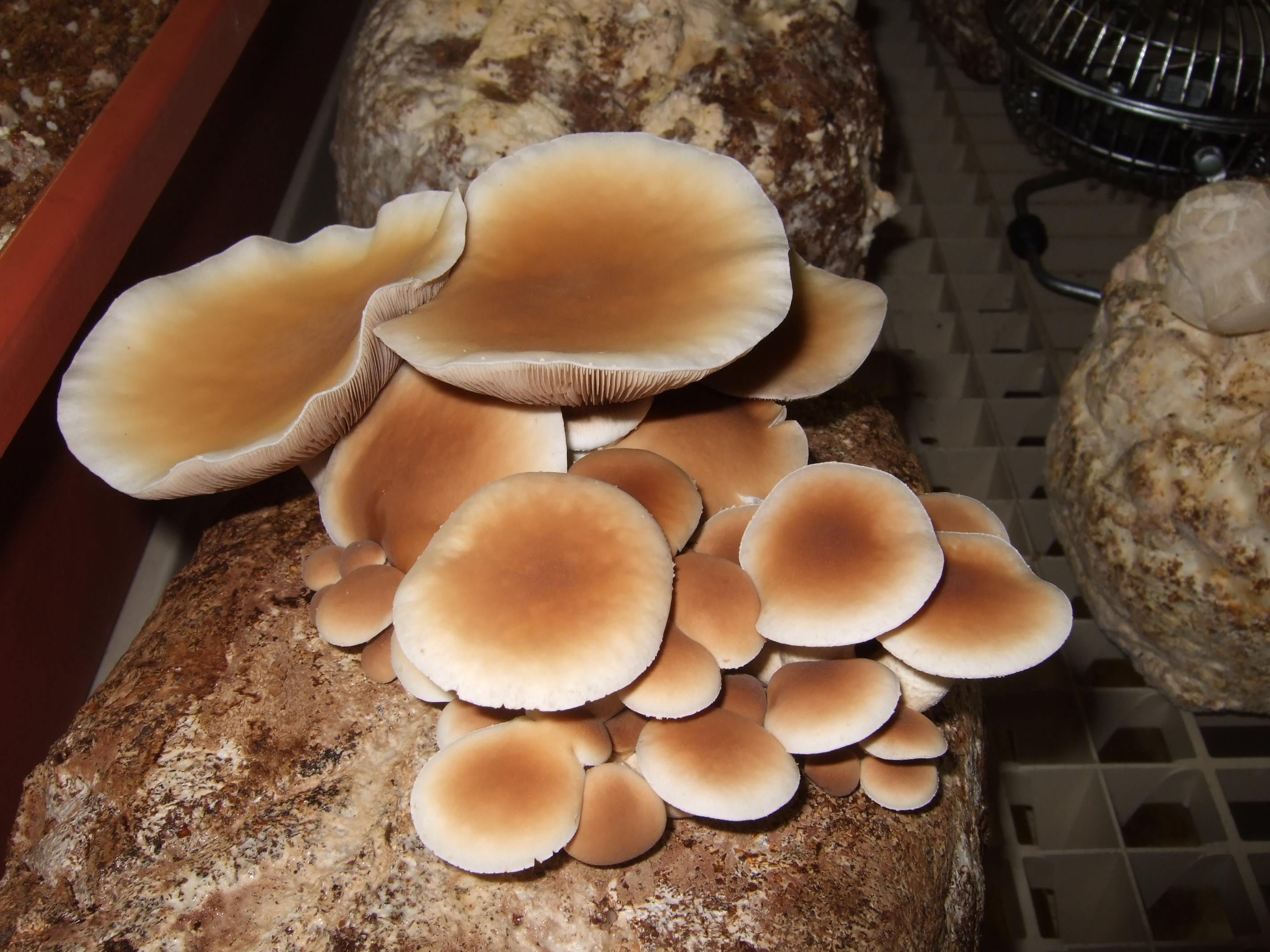
Pollancrons cultivats sobre serradures esterilitzades (Cyclocybe cylindracea)

Es cultiva de manera dirigida sobre troncs de pollancre i salzes. També sobre substrats de serradures esmenades amb segó i esterilitzades.
Es creu que ja es conreaven entre els romans.